# 寺沟组
寺沟组是位于中国河南淅川县一带以及湖北的上白垩世地层，1975年由周世全、韩世敬、张永才命名。该地层以灰白色钙质、泥质粉砂岩、棕红色细砂岩（上部），棕红色砂砾岩、砾岩（下部）为主，间夹泥灰岩（上部），粉砂岩（下部）等。